# یواس‌اس پی‌سی-۵۹۸
یواس‌اس پی‌سی-۵۹۸ (به انگلیسی: USS PC-598) یک زیردریایی بود که طول آن ۱۷۳ فوت (۵۳ متر) بود. این زیردریایی  در سال ۱۹۴۳ ساخته شد.